# لودویگ لورنتس
 لودویگ لورنتس (دانمارکی Ludvig Lorenz؛ زاده ۱۸ ژانویهٔ ۱۸۲۹ درگذشته ۹ ژوئن ۱۸۹۱) یک دانشمند اهل دانمارک بود.